# Vypin
Vypin o Vypeen (Malayalam: വൈപ്പിന്‍, de veppu = dipòsit) és una illa del districte d'Ernakulam a Kerala. L'illa va sorgir el 1341 després d'una gran inundació i té 27 km de llarg. Està situada a 09° 58′ N, 76° 10′ E / 9.967°N,76.167°E. La superfície era de 57 km². El 1901 tenia una població de 40.365 habitants.

## Història
Fou teatre de més d'una batalla entre el zamorín de Calicut i el raja de Cochin. El 1593 el zamorín va patir una greu derrota davant Cochin que tenia l'ajut portuguès. Al segle xvii els holandesos la van dominar bona part del segle (1662-1795). Al segle xviii durant les guerres entre Travancore i Mysore, fiu un lloc disputat; la fortalesa holandesa (Ayakotta) estava a la part nord de l'illa i encara que aquesta formava part de l'estat de Cochin, la part més al sud fou territori britànic i l'extrem nord pertanyia a Travancore. A diversos llocs de l'illa hi ha esglésies portugueses i holandeses i una església cristiana siriana a Narakkal que seria anterior al segle xv.